# Reconeixement automàtic de l'objectiu
El reconeixement automàtic d'objectiu (RAO) és la capacitat de reconèixer un objectiu o blanc per mitjà d'operacions algorítmiques o dispositius, recollint dades i informació obtinguda per diversos sensors. L'aplicació del RAO és un element crític en la guerra tecnològica-robòtica. És utilitzat pels UAV i míssils creuer.